# BS音盤夜話
『BS音盤夜話』（ビーエスおんばんやわ）は、NHKのBS2にて1999年から2000年にかけて放送されていたテレビ番組である。
「1枚の『音盤』（ビンテージ・アルバム） を取り上げ、その音楽が持つ「魅力」と「意味」を徹底的に語り尽くす生放送のトーク・エンターテイメント番組」をモットーに、作品の解説に留まらず作品の深い考察や業界の裏話にまで話が及ぶ。『BSマンガ夜話』の派生番組である。

## 番組構成
番組の構成は、マンガ夜話がベースになっており、生放送で視聴者からのFAX、メールを受け付け番組内で紹介しつつ、出演者がアルバムについてさまざまな切り口で語り合うというものである。
萩原健太やゲストがギターで曲のフレーズを演奏して曲の構造、コード進行など技術面の解説をした。「トーキング・ブック」（スティーヴィー・ワンダー）の回では笹路正徳がキーボードを持ち込んで、「You Are the Sunshine of My Life」で使われているアッパー・ストラクチャー・トライアドの解説から入り、ブルーノートの様な音階がないことを指摘し、ブルースの陰がないために洗練されたサウンドになっているという解釈を披露した。
「マンガ夜話」では生放送中に「何巻の何ページ目」と出演者が告げることで、特定の場面を即座にピンポイントで参照可能だった。本番組の場合は「曲・フレーズの頭出し」が必要になる。事前に準備してほぼスタッフ側で対応していた。
「BSマンガ夜話」の第11弾『ドラえもん』の回の最後で、マンガ夜話スタッフがかかわっているということで、本番組の第1弾が紹介された。
ピーター・バラカンの歌詞解説コーナー
取り上げているアルバムの中から一曲を選び、英語の歌詞の内容についてピーター・バラカンが解説をするコーナー。英語圏の人ならではの解説故に「対訳が間違い」と視聴者に注意を促すことが多かった。
また、「Don't Call Me Nigger, Whitey」の解説の際には発音してはならない単語が含まれているため、「the N-word」と注意しながら解説していた。「KNOCK ME OUT」の回では当然ながら歌詞解説ができないのでコーナーがなかった。
第2弾はバラカンが出演できない時期だったので、「トーキング・ブック」の回ではVTR出演をしている。
- 「Live With Me」（「レット・イット・ブリード」（ザ・ローリング・ストーンズ）の回）
  - 対訳に間違いの個所がある。

- 「神のみぞ知る」（「ペット・サウンズ」（ザ・ビーチ・ボーイズ）の回）

- 「Don't Call Me Nigger, Whitey」（「スタンド!」の回）
  - 日本版のライナーノーツでは元々の歌詞の4行が間違いで、それを元にした対訳もさらに間違い。

- 「迷信」（「トーキング・ブック」の回）
  - （英語圏の人には）それほど難しい歌詞ではないが、対訳が間違い。

## 出演者
- 司会
  - 萩原健太（音楽評論家・音楽プロデューサー）
- パネリスト
  - 近田春夫（音楽家）
  - ピーター・バラカン（ブロードキャスター、音楽評論家） - 第1弾のみ主演で、第2弾ではVTR出演。
  - 笹路正徳（プロデューサー） -  第2弾のみ出演。
- アシスタント
  - 常世晶子
- ゲスト
  - 鈴木慶一（ムーンライダーズ）
  - 黒沢健一（ミュージシャン）
  - 佐橋佳幸（ギタリスト）
  - スガシカオ（ミュージシャン）
  - 松尾潔（音楽プロデューサー・音楽評論家）
  - 徳武弘文（Dr,K Project）
  - 白井良明（ムーンライダーズ）
- ナレーション
  - BIKKE（TOKYO No.1 SOUL SET） - 第1弾
  - 濱田マリ - 第2弾

## 今まで取り上げた作品
| 回数  | 放送期間             | 取り上げたアルバム       | アーティスト                    | ゲスト             |
| ----- | -------------------- | ------------------------ | ------------------------------- | ------------------ |
| 第1弾 | 1999年9月20日 - 22日 | レット・イット・ブリード | ザ・ローリング・ストーンズ      | 鈴木慶一           |
| 第1弾 | 1999年9月20日 - 22日 | ペット・サウンズ         | ザ・ビーチ・ボーイズ            | 黒沢健一、佐橋佳幸 |
| 第1弾 | 1999年9月20日 - 22日 | スタンド!                | スライ&ザ・ファミリー・ストーン | スガシカオ、松尾潔 |
| 第2弾 | 2000年8月4日 - 5日   | KNOCK ME OUT             | ザ・ベンチャーズ                | 徳武弘文、白井良明 |
| 第2弾 | 2000年8月4日 - 5日   | トーキング・ブック       | スティーヴィー・ワンダー        | スガシカオ、松尾潔 |

## 放送時間
- 第1弾：22:00 - 23:00
- 第2弾：第1夜 24:00 - 25:00、第2夜 24:30 - 25:30

## 雑記
- 「レット・イット・ブリード」の回
  - 「Love In Vain」のイントロにある「余計な一拍」について、バラカンは「30年間ずっと思い続けて誰にも話してなかった」、近田も「自分がちゃんと数えられないと思ってた」とカミングアウトしている。
- 「ペット・サウンズ」の回
  - 番組の最後で近田が「このジャケットじゃ売れないよ」とばっさり切り捨てた。
- 「スタンド!」の回
  - 「I Want to Take You Higher」の、歌の直前の「謎の3拍子」について、スガは「コピーしようとしても4つ数えてしまう」、近田は上記の一拍とは違って「緊張感がある」と述べている。
- 「KNOCK ME OUT」の回
  - 番組冒頭、出演者ほぼ全員でテケテケを演奏してから始めている。キーボーディストである笹路もテケテケを演奏しており萩原に「ギター持っているんですねぇ」と言われている。ギターを弾けない近田だけは「手パク」だった。
- 「トーキング・ブック」の回
  - スガが「迷信」について語る際、スタッフが手際よく曲をかけたところ「ちょっと待ってください」と止め、自らギターでコピーして見せてから「8の裏に注目して聴いてください」と指示している。ここからクラビネットの話に流れていった。
- その他
  - マンガ夜話同様のノリで、どーもくんにヘッドフォンを付けたりギターを持たせたりしているが、極端なコスプレではなかったためか、出演者にいじられることはなかった。